# Catasetum discolor
Catasetum discolor (tên tiếng Anh là Differently Colored Catasetum) là một loài phong lan.
 Tư liệu liên quan tới Catasetum discolor tại Wikimedia Commons

## Hình ảnh

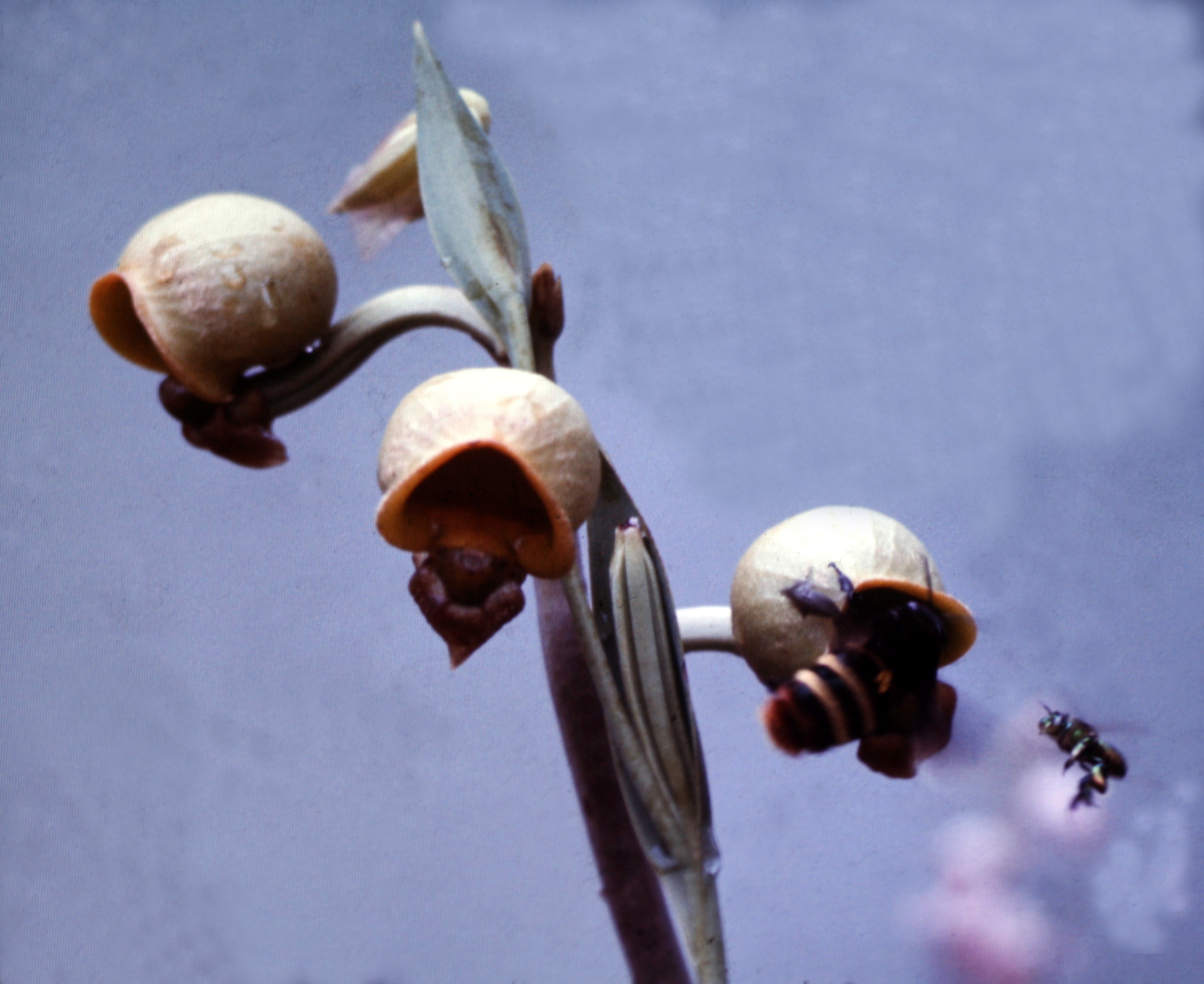
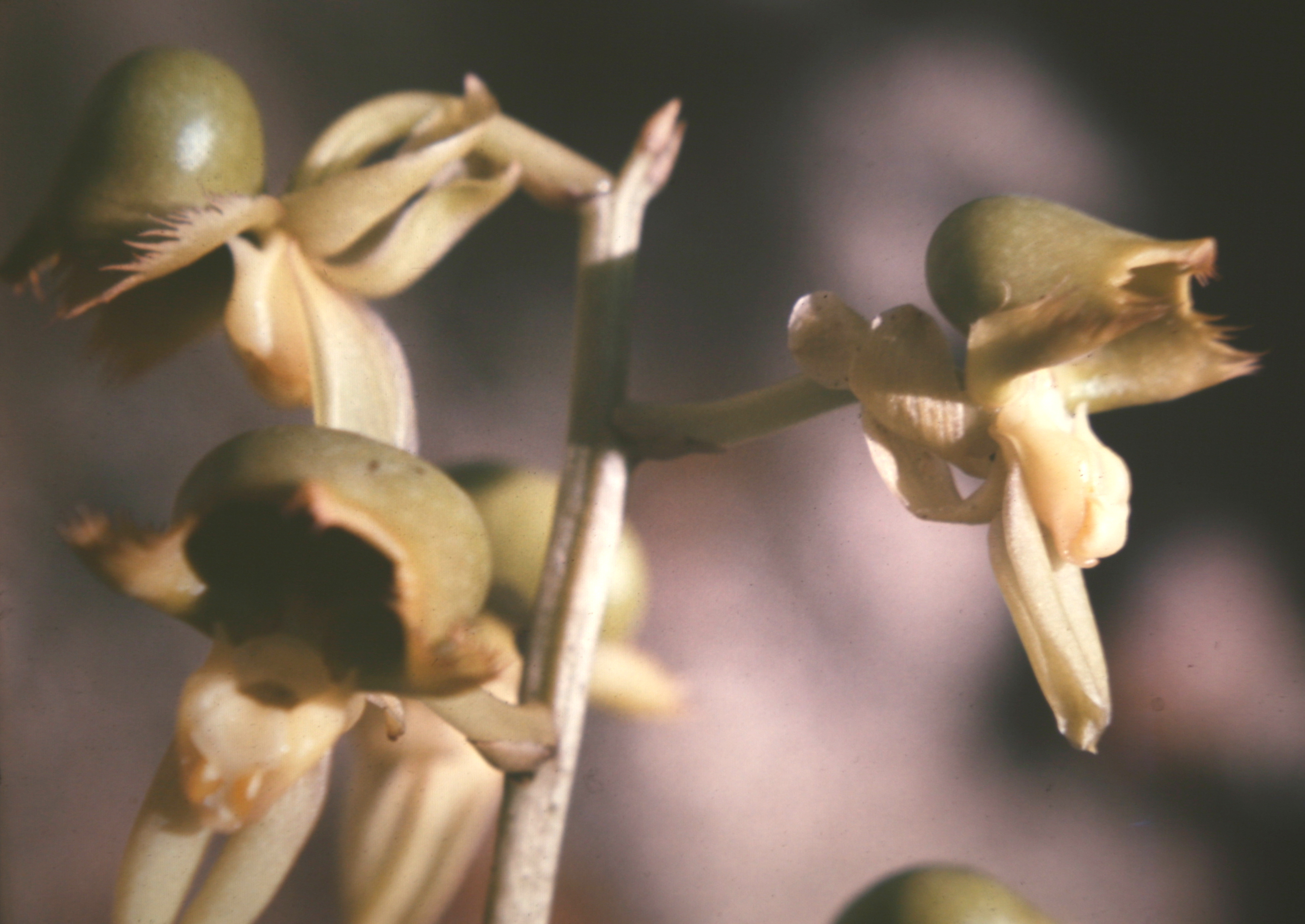
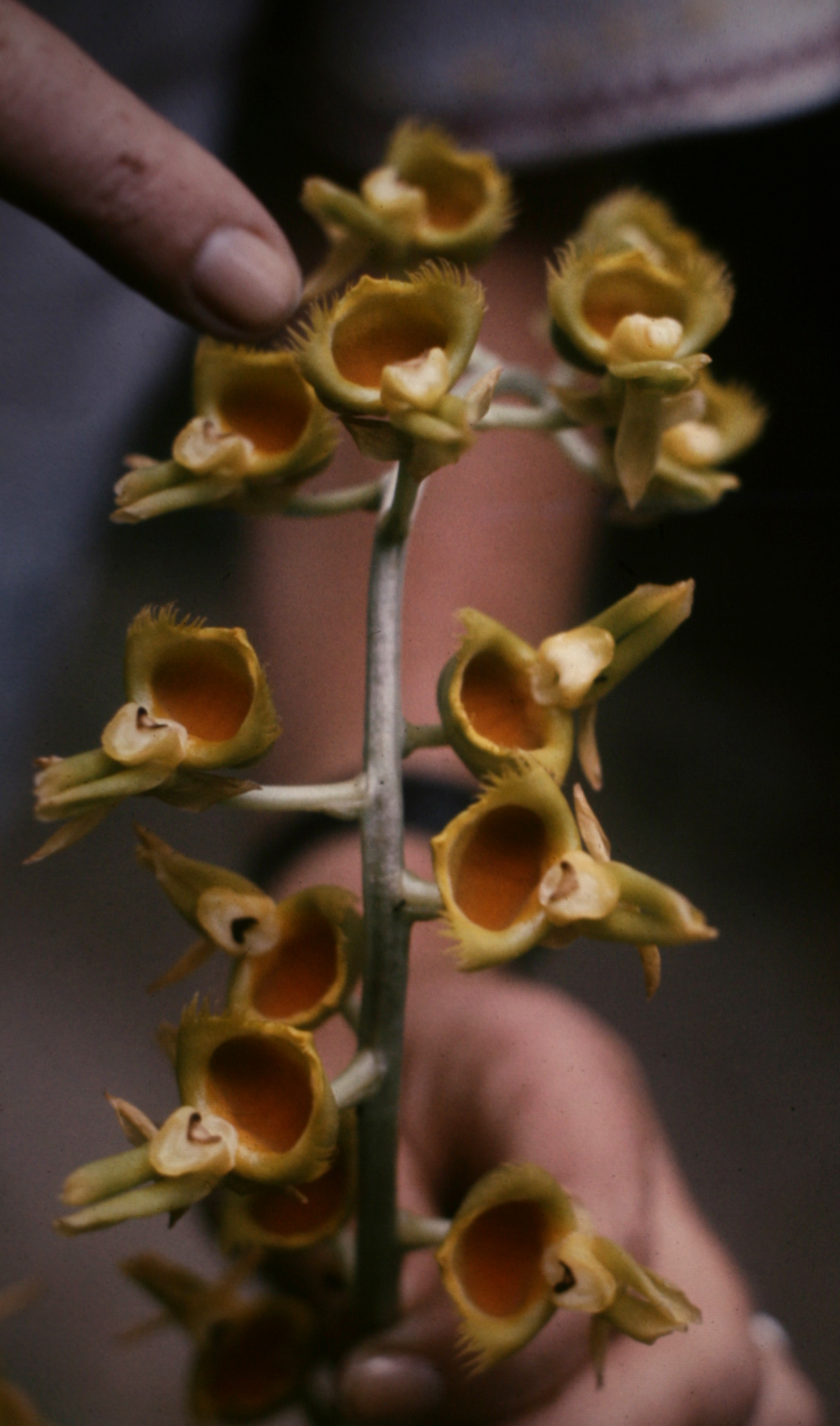
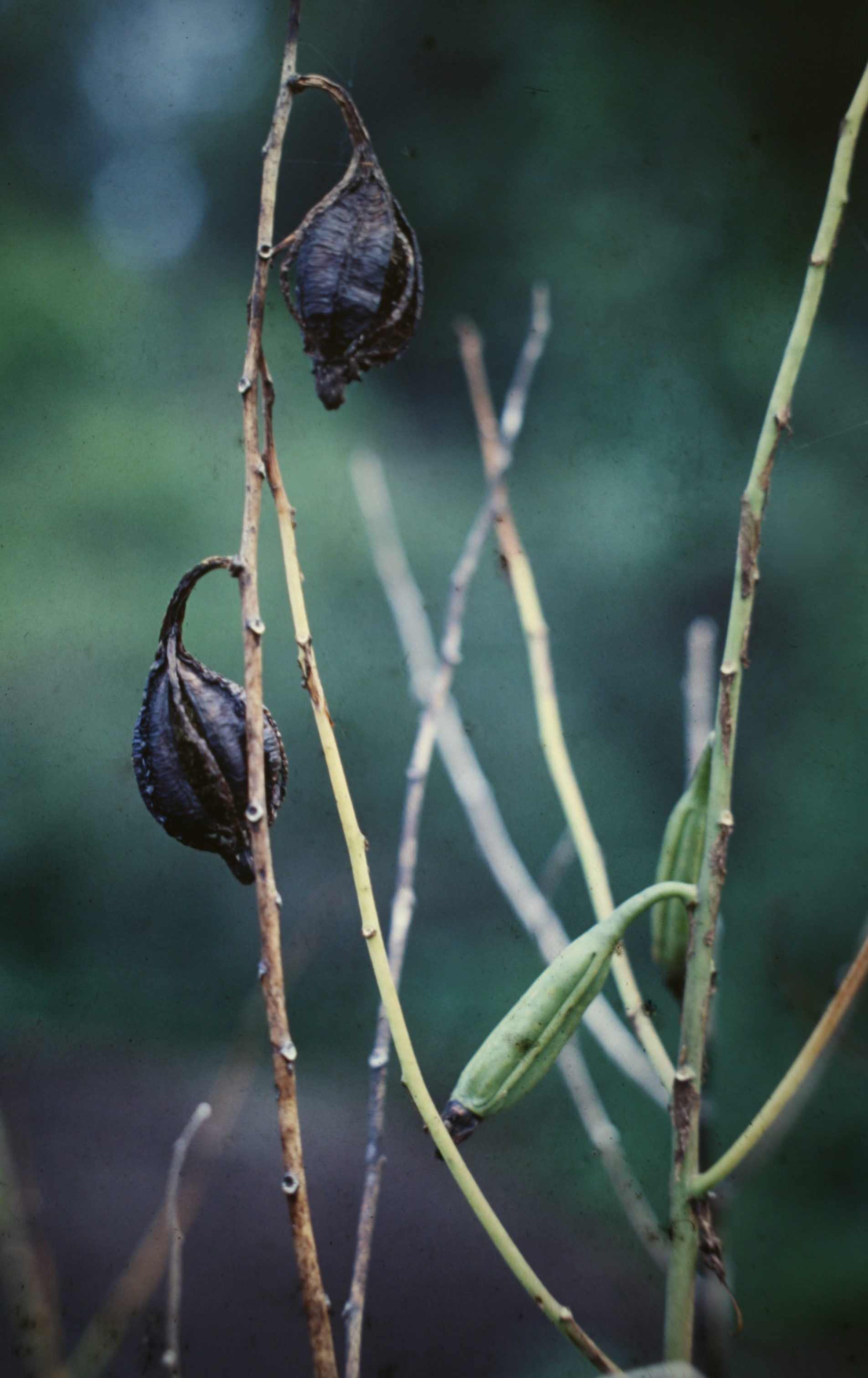